# Rosa Walk
Rosa Walk (* 30. April 1893 als Rosa Cilcer in Marmaroschsiget, Österreich-Ungarn; † vermutlich 1942 in Paris, Frankreich) war eine österreichische Psychoanalytikerin.

## Leben
Rosa Walk wurde am 30. April 1893 als Rosa Cilcer in eine jüdische Familie in der zum damaligen Zeitpunkt zu Österreich-Ungarn gehörenden Stadt Marmaroschsiget (heute Sighetu Marmației in Rumänien) geboren. Nach der Reifeprüfung am Budapester Mädchengymnasium im 4. Budapester Stadtbezirk Belváros im Dezember 1919 begann sie ein Medizinstudium an der Hochschule Frankfurt am Main und promovierte, nach einem Wechsel an die Medizinische Fakultät der Universität Wien 1924, im Jahre 1928. Noch vor ihrem Studienabschluss heiratete sie am 5. November 1927 den Wiener Kaufmann und Privatbeamten Anton Johann Walk in der evangelischen Pfarre im 10. Wiener Gemeindebezirk Favoriten, woraufhin sie zum Evangelischen Glauben konvertierte. Später trennte sich das Paar wieder; wenige Jahre später wurde Anton Johann Walk, nachdem er in Shanghai als verschollen galt, für tot erklärt.
Ihre psychoanalytische Ausbildung erhielt sie am Lehrinstitut der Wiener Psychoanalytischen Vereinigung (WPV) bei der US-Amerikanerin Ruth Brunswick und bei Edward Bibring. Von 1933 bis 1938 war sie ein außerordentliches Mitglied der WPV und zudem am 1934 als Psychoanalytikerin in einer eigenen Praxis im 4. Wiener Gemeindebezirk Wieden tätig. Nach dem Anschluss Österreichs wollte Walk anfangs in die Vereinigten Staaten emigrieren, was jedoch scheiterte, da das von der American Psychoanalytic Association (APsaA) ins Leben gerufene Emergency Committee on Relief and Immigration ihr nicht die nötigen Ausreisepapiere für eine Immigration in die Vereinigten Staaten sichern konnte. Nachdem sie zwischenzeitlich über Südfrankreich nach Paris geflohen war, nahm sie sich vermutlich im Jahre 1942 durch einen Fenstersprung das Leben, um einer Deportation durch die Gestapo zu entgehen. Dies ist bis heute jedoch nicht gänzlich gesichert, da unter anderem auch eine Deportationsliste existiert, auf der Walks Deportation mit dem Konvoi Nr. 27 von Drancy am 2. September 1942 ins KZ Auschwitz vermerkt ist.